# جان اینگلیس
جان اینگلیس (انگلیسی: John Inglis) شرکت لوازم خانگی کانادایی است، که در سال ۱۸۵۹ تأسیس شد.